# Fausto (Spohr)
Fausto (título original en alemán, Faust) es un singspiel en tres actos con música de Louis Spohr y libreto en alemán de Josef Karl Bernard, basada en la leyenda de Fausto; no está influido por el Fausto de Goethe, aunque Fausto: la primera parte de la tragedia se había publicado en 1808. En lugar de ello, el libreto de Bernard se basa principalmente en poemas y dramas sobre Fausto por Maximilian Klinger y Heinrich von Kleist. El Fausto de Spohr es una obra importante en la historia de la ópera romántica alemana.

## Historia
Spohr había dejado su nombramiento cortesano en Gotha y asumió un puesto en Viena en el Theater an der Wien, que recientemente había sido adquirido por el conde Ferdinand Palffy von Erdöd. Compuso la ópera en menos de cuatro meses, de mayo a septiembre de 1813 pero tuvo dificultades con el conde Palffy que interfirieron en hacer que se representase en Viena. Aunque él cogió la partitura del manuscrito privadamente a Giacomo Meyerbeer, quien la tocó, con Spohr cantando— suplementando su tesitura vocal silbando— no fue hasta que Carl Maria von Weber tomase un interés en la partitura que logró su estreno. Weber dirigió la primera representación de Fausto en el Ständetheater, Praga el 1 de septiembre de 1816. Meyerbeer la presentó en Berlín.
En su forma original, la ópera era un Singspiel en dos actos. En 1851, Spohr transformó la pieza en una grand opéra en tres actos, reemplazando el diálogo hablado con recitativos. Esta "versión (en una traducción al italiano) tuvo su estreno en el Royal Italian Opera, Covent Garden, Londres el 15 de julio de 1852. La Bielefeld Opera redescubrió Fausto en 1993 en la primera producción escénica mundial desde 1931. Dirigida por Geoffrey Moull y Matthias Oldag, la ópera tuvo 8 representaciones y posteriormente grabada para CPO.
Esta ópera rara vez se representa en la actualidad; en las estadísticas de Operabase aparece con sólo 1 representación en el período 2005-2010.

## Personajes
| Personaje                    | Tesitura      | Reparto del estreno Director: Carl Maria von Weber |
| ---------------------------- | ------------- | -------------------------------------------------- |
| Fausto                       | barítono      | Johann Nepomuk Schelble                            |
| Mefistófeles                 | barítono      |                                                    |
| Conde Hugo                   | tenor         |                                                    |
| Kunigunde su prometida       | soprano       | Therese Grünbaum                                   |
| Röschen una muchacha         | soprano       |                                                    |
| Kaylinger un amigo de Fausto | barítono      |                                                    |
| Wohlhardt un amigo de Fausto | tenor         |                                                    |
| Wagner un amigo de Fausto    | tenor         |                                                    |
| Moor un amigo de Fausto      | barítono      |                                                    |
| Franz                        | tenor         |                                                    |
| Gulf                         | bajo          |                                                    |
| Sycorax una bruja            | soprano       |                                                    |
| Paje del conde Hugo          | papel hablado |                                                    |